# سانت مارتی ول
سانت مارتی ول (به اسپانیایی: San Martivell) یک منطقهٔ مسکونی در اسپانیا است که در ژیرونس واقع شده‌است. سانت مارتی ول ۱۷٫۵ کیلومتر مربع مساحت دارد.